# Mormia acrostylis
Mormia acrostylis är en tvåvingeart som beskrevs av Duckhouse 1978. Mormia acrostylis ingår i släktet Mormia och familjen fjärilsmyggor. Inga underarter finns listade i Catalogue of Life.